# Hydrosulfure d'ammonium
L'hydrosulfure d'ammonium ou hydrogénosulfure d'ammonium ou bisulfure d'ammonium, est le composé chimique de formule NH4SH. Il s'agit d'un sel de cations ammonium NH4+ et d'anions hydrogénosulfure SH− se présentant généralement en solution aqueuse fumante de couleur jaune-orangé, plus rarement sous forme de cristaux incolores. On l'obtient en mélangeant du sulfure d'hydrogène H2S avec de l'ammoniac NH3.

## Préparation
De l'hydrosulfure d'ammonium peut être produit en faisant barboter du sulfure d'hydrogène dans une solution d'ammoniac concentrée. La réaction se produit à température ambiante et conduit à l'espèce chimique (NH4)2S·2NH4HS, qui donne (NH4)2S·12NH4HS après refroidissement à 0 °C. En poursuivant le passage du sulfure d'hydrogène dans ce composé à 0 °C, on obtient l'hydrosulfure d'ammonium NH4SH.